# Svartkronad papegojnäbb
Svartkronad papegojnäbb (Psittiparus margaritae) är en hotad fågel i familjen papegojnäbbar som förekommer i ett litet område i Indokina.

## Utseende och läten
Svartkronad papegojnäbb är en medelstor (15,5 cm), tjockbnäbbad papegojnäbb med svart hjässa. Ansiktet är ljusgrått och undersidan vit, medan ovansidan är rostbeige. Liknande arten gråhuvad papegojnäbb saknar den svarta hjässan men har svart struppe. Lätet beskrivs som ett tre till fyra toner långt "jhu'jhu'jhu". Den varnar med hårda "chit".

## Utbredning och systematik
Svartkronad papegojnäbb förekommer i östra Kambodja och höglänta områden i södra Vietnam (södra Annam). Den behandlas ibland som en underart till gråhuvad papegojnäbb (P. gularis).

### Släktestillhörighet
Tidigare inkluderades alla papegojnäbbar förutom större papegojnäbb i Paradoxornis. DNA-studier visar dock att större papegojnäbb och den amerikanska arten messmyg (Chamaea fasciata) är inbäddade i släktet. Paradoxornis delades därför upp i ett antal mindre släkten. Initialt placerades svartkronad papegojnäbb med släktingar i släktet Psittiparus, men detta har sedermera inkluderats i Paradoxornis.

### Familjetillhörighet
DNA-studier visar att papegojnäbbarna bildar en grupp tillsammans med den amerikanska arten messmyg, de tidigare cistikolorna i Rhopophilus samt en handfull släkten som tidigare också ansågs vara timalior (Fulvetta, Lioparus, Chrysomma, Moupinia och Myzornis). Denna grupp är i sin tur närmast släkt med sylvior i Sylviidae och har tidigare inkluderats i den familj, vilket i stor utsträckning görs fortfarande. Enligt sentida studier skilde sig dock de båda grupperna sig åt för hela cirka 19 miljoner år sedan, varför tongivande International Ornithological Congress (IOC) numera urskilt dem till en egen familj, Paradoxornithidae. Denna linje följs här.

## Levnadssätt
Svartkronad papegojnäbb hittas i både gammelskog och ungskog, liksom vid skogsbryn. Den födosöker tillfälligtvis i närliggande plantage och jordbruksområden. Fågeln ses oftast i större flockar som rör sig genom trädtopparna.

## Status och hot
Denna art har ett rätt litet utbredningsområde där dess levnadsmiljö omvandlas till kaffeplantage. Populationen tros därför vara i minskande och kraftigt fragmenterad. Internationella naturvårdsunionen IUCN anser därför att den är hotad och placerar den i hotkategorin sårbar.

## Namn
Den franska ornitologen Jean Delacour som beskrev arten gav den det vetenskapliga namnet margaritae för att hedra sin mor Marguerite Delacour (1860-1954).